# جمیله افغانی
جمیله افغانی (زادهٔ ۱۹۷۶) کنشگر و فمنیست اهل افغانستان است. وی مؤسس و مدیرعامل سازمان توسعه ظرفیت‌های آموزشی و پرورشی نور است. او همچنین یکی از اعضای اجرایی شبکه زنان افغان است. در سال ۲۰۲۲، او جایزه آورورا برای بیداری بشریت را دریافت کرد.